# Virtue (Band)
Virtue war eine englische Power- und New-Wave-of-British-Heavy-Metal-Band aus Oxford, die im Jahr 1981 gegründet wurde und sich 1988 wieder auflöste.

## Geschichte
Die Band wurde im Jahr 1981 von den Brüdern Matt (E-Gitarre) und Tudor Sheldon (Gesang) gegründet, um ihren Heavy-Metal-Vorbildern Iron Maiden und Judas Priest nachzueifern. Anfang 1984 kam Adrian Metcalfe als weiterer Gitarrist hinzu, während Brian Reader den Bass und Ian Lewington das Schlagzeug spielte. Es folgte eine erste Demokassette namens Virtue-Defenders. Da das Resultat für die Band nicht zufriedenstellend war, kam es fast zur Auflösung der Gruppe. Jedoch kam es nur zu einer Neubesetzung, sodass die Gruppe neben den Sheldon-Brüdern nun aus dem Gitarristen Boz Beast, dem Bassisten Darren Prothero und dem Schlagzeuger Simon Walters bestand. Daraufhin folgten einige lokale Auftritte in ganz Oxfordshire. Im Jahr 1985 nahm die Band bei Matinee Music in Reading eine Single auf, die über Other Records unter dem Namen We Stand to Fight erschien. Die Single wurde im Radio gespielt und an diverse Labels versendet. Darunter war auch das Major-Label EMI, das Interesse zeigte; jedoch konnte die Band keinen Vertrag erreichen. Da die Erstauflage nach kurzer Zeit vergriffen war, wurde im Folgejahr eine Zweitauflage gepresst. Gegen Ende des Jahres 1986 bereitete die Band die EP Fools Gold vor, die über Hatchet Records erscheinen sollte. Durch einige Probleme konnte die Veröffentlichung bei dem Label jedoch nicht erfolgen, sodass die EP nur als Demo auf Kassette im Jahr 1987 erschien. In der Folgezeit folgten weitere Auftritte und die Besetzung der Band veränderte sich. Durch die Besetzungswechsel löste sich die Band im Jahr 1988 auf. Bob Duffy, der vor der Auflösung als neuer Bassist in der Band war, trat später Lou Taylors Tour De Force bei. Matt Sheldon sollte später zusammen mit Boz Beast und einigen weiteren Mitgliedern die Band The Shock gründen. Duffy sollte der Band später ebenfalls beitreten. Im Jahr 2013 erschien über No Remorse Records die EP We Stand to Fight, die neu gemasterte Versionen der Single We Stand to Fight und des Demos Fools Gold, sowie ein Interview und Fotos aus dem Jahr 2013 enthielt.

## Stil
Die Band gehörte der New Wave of British Heavy Metal an und verarbeitete auch verstärkt Power-Metal-Einflüsse. Klanglich vergleichbar ist die Gruppe mit Bands wie Tokyo Blade, Iron Maiden und Fifth Angel.

## Diskografie
- 1984: Virtue-Defenders (Demo, Eigenveröffentlichung)
- 1985: We Stand to Fight (Single, Other Records)
- 1987: Fools Gold (Demo, Eigenveröffentlichung)
- 2013: We Stand to Fight (EP, No Remorse Records)